# Marlee Matlin

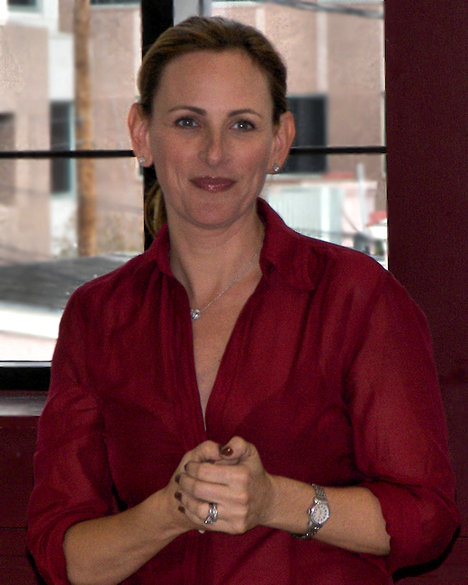
Marlee Matlin

Marlee Matlin (n. 24 august 1965, Illinois, Statele Unite ale Americii) este o actriță americană de film ce suferă de surditate. Laureată în 1987 a premiului Oscar.